# Вайтвошинг в кино

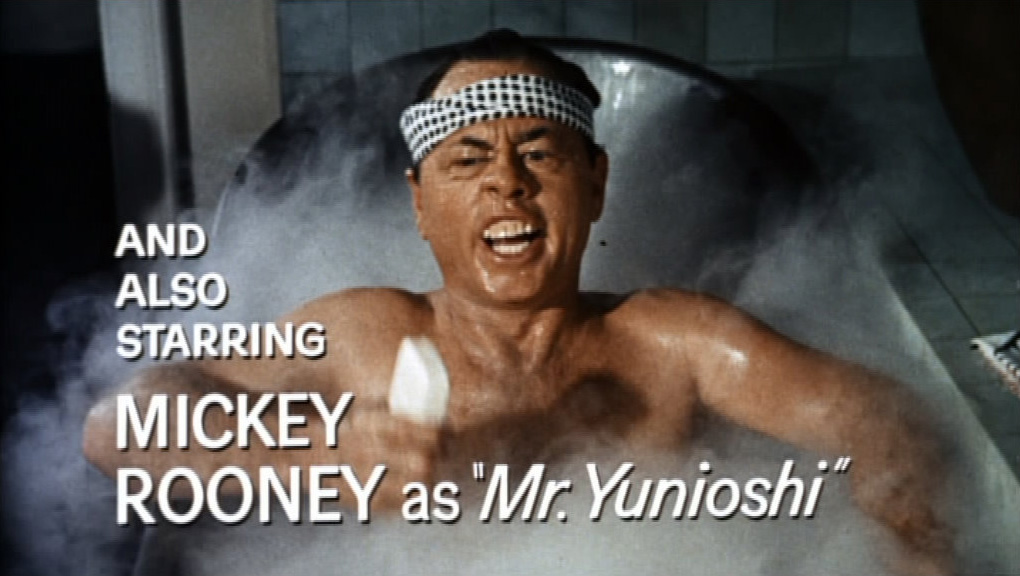
Актёр Микки Руни в роли японца в фильме «Завтрак у Тиффани» (1961).

Вайтвошинг (от англ. whitewashing, дословно — «побелка») — явление, при котором, как правило, изначально героев, являющихся представителями этнического меньшинства, играют белые актёры.
По мнению социологов и других исследователей, данная практика является дискриминационной, потому что она лишает темнокожих актёров возможности проявить себя в кино еще на этапе кастинга. Наибольшее распространение такое явление получило в Голливуде. Сегодня под вайтвошингом стоит также понимать искажение изначальной расовой или национальной принадлежности персонажей, при котором все герои кино- или телефильма, телесериала или любого иного аудиовизуального или визуального контента по умолчанию являются представителями европеоидной расы.

## Происхождение термина и значение
Термин «вайтвошинг» происходит от английского whitewashing, что дословно переводится как «побелка». Фактически вайтвошинг в кинематографе в буквальном смысле является «отбеливанием» темнокожих персонажей: из-за расовых предубеждений темнокожих актёров намеренно не принимали на роль героев афроамериканского происхождения (в некоторых случаях применялся «блекфейс» — наложение специального грима на лицо белого актёра, чтобы он становился похожим на темнокожего, а также утрирование, стереотипизация их образов).
Одно из ключевых определений этого термина приводится в словаре Merriam-Webster, который обозначает вайтвошинг как «практику найма белых актеров на роли персонажей и героев иных рас». Аналогичное значение приводится и в Collin’s Dictionary — «исполнение белыми актерами ролей, отражающих персонажей, которые относятся к этнической группе меньшинства, или продюсирование фильмов и пьес с использованием белых актеров, представляющих героев этнического меньшинства». Так, на практике зачастую героев азиатского, арабского или иных происхождений, темнокожих персонажей играют белые актеры европеоидной расы. Актуальность проблемы вайтвошинга подтверждается и статистикой: так, по данным издания TheDailyBeast, в 2013 году лишь 16,7 % процентов из 174 фильмов, снятых американскими кинокомпаниями, демонстрировали представителей этнических меньшинств.
Вайтвошинг в актёрской среде появился ещё в 1910-х годах — его первым примером стал фильм 1915 года «Birth of a Nation», где белых актёров намеренно загримировали под темнокожих персонажей (таковыми они были по сценарию). Как отмечает американский исследователь и публицист Дэвид Шлоссман, зачастую белые актеры, исполняя роли героев другой национальности или расы, дополнительно стимулировали распространение расистских стереотипов в США. Как таковой термин whitewashing обрел современное значение лишь в 1990-х годах — первым в 1997 году его применяет американский исследователь Уилли А. Холл.
Вайтвошинг стал восприниматься как вид дискриминации и острая социальная проблема лишь в XXI веке. Как отмечают современные журналисты, в частности, Долорес Тирни из издания Independent UK, примеры вайтвошинга можно найти во многих фильмах: «Завтрак у Тиффани», «Хеллбой», «Завоеватель» и других. Внимание этой проблеме уделило в 2017 году и издание Huffington Post: журналистка Аманда Шеркер посвятила вайтвошингу статью, в которой назвала это явление «худшей привычкой Голливуда». По её мнению, если в начале XX века вайтвошинг был частью карикатуристики и элементом высмеивания, то современная киноиндустрия использует вайтвошинг как средство полного отрицания наличия в поп-культуре и кинематографе талантов, которые могли бы представить те этнические меньшинства, к которым они принадлежат.
Фактически широкая общественность обратила внимание на данную проблему весной 2016 года, после того как пользователи социальных сетей, в частности, Twitter, запустили хештег #StarringJohnCho. Их целью было привлечь внимание лидеров индустрии кинематографа к талантливым актёрам разного этнического происхождения, которые тоже могли бы сыграть главные роли в кино, а также желание обновить стереотипный образ белого мужчины, которому достаются престижные награды и кинопремии.

## Иные значения
Помимо кинематографа, термин «вайтвошинг» может применяться для обозначения специфической формы государственной цензуры, подобно той, которая используется в романе Джорджа Оруэлла «1984». Так, согласно информации энциклопедии «Британника», вайтвошинг в цензуре следует понимать как «преднамеренное сокрытие преступлений, скандалов или пороков власти путем предвзятого отношения или поверхностного расследования». Такой принцип может использоваться для «осветления» действий правительства и умалчивания государственных преступлений или позорных поступков представителей власти.

## Примеры
Одним из примеров вайтвошинга можно назвать фильм «Завтрак у Тиффани», в котором героя японского происхождения играет белый актер Мик Руни, на лицо которого наложен специальный грим. Аналогичный пример можно встретить и в музыкальной драме «Вестсайдская история», где актриса Натали Вуд исполняет роль пуэрториканки Марии. Как отмечает американский правозащитник японского происхождения Гай Аоки, вайтвошинг в кино «наносит удар по афро- и латиноамериканскому населению США, а также по азиатской общине, стимулируя предвзятое и стереотипное отношение к представителям иных рас и наций».
Список из 25 фильмов с примерами вайтвошинга в современной киноиндустрии был опубликован изданием IndieWire. Его автором стал журналист Зак Шарф. В рейтинг попали такие картины, как «Одинокий Рейнджер», «Операция „Арго“», «Драйв», «21», «Социальная сеть» и «Грань будущего». По мнению автора списка, вайтвошинг — одна из важнейших проблем кинематографа XXI века, а к её развитию приложили руку такие актеры и актрисы как Том Круз, Анджелина Джоли, Энтони Хопкинс, Бен Аффлек, Джейк Джилленхол и другие. Это же издание также назвало фильм «Призрак в доспехах» не более, чем «расово-бесчувственным блокбастером», который, после громкого обсуждения в СМИ и многочисленных критических публикаций, имеет все шансы стать последним фильмом эпохи вайтвошинга.
Аналогичный рейтинг был составлен в 2017 году журналисткой Таней Гэримани, работавшей в то время новостным редактором издания Complex. В него вошли также 25 различных картин, начиная с 1937 года.

В 2017—2018 годах многие российские и зарубежные СМИ обратили внимание на экранизацию японской манги «Тетрадь смерти». Одноименный телепроект был снят компанией Netflix и стал доступен для просмотра 25 августа 2017 года. Особое внимание этому фильму уделил журналист Дмитрий Куркин, опубликовавший на сайте издания Wonderzine статью «Голливудское отбеливание: „Тетрадь смерти“ как первая жертва вайтвошинга». По его мнению, вайтвошинг в этой адаптации проявился в том, что всех персонажей, которые по своему происхождению являются азиатами, создатели картины искусственно превратили в белых американцев:
Нетфликсовская экранизация всемирно известной манги попала под огонь критики ещё на стадии кастинга: продюсеров фильма, перенёсших действие истории из Японии в Сиэтл и заменивших подавляющее большинство азиатских персонажей американцами, обвинили в «отбеливании». Тема «whitewashing» не первый раз всплывает в заголовках, однако «Тетрадь смерти» с её разгромной прессой и вызывающе низкими рейтингами на IMDB и Rotten Tomatoes, похоже, войдёт в историю как первая настоящая жертва борьбы против бездумной локализации и ущемления интересов актёров азиатского происхождения.
Не обошёлся без критики и обвинений в вайтвошинге и боевик «Доктор Стрэндж», вышедший на экраны в 2016 году. Роль Старейшины в нём исполнила актриса Тильда Суинтон. Являясь белой британкой, она играла персонажа, который в первоисточнике был тибетцем. С критикой такого решения создателей фильма выступил обозреватель портала Inverse Эрик Франциско, подчеркнув, что проблематика вайтвошинга стала как никогда актуальна на фоне недавних фильмов.
Подробный анализ вайтвошинга как социального и дискриминационного явления провел журналист Андреа Меродеадора. Вайтвошингом он называет «стирание цветных персонажей, людей из медиа-пространства». Игра актеров в данном случае является не более, чем обманом зрителей, так как исполнители ролей просто притворяются «цветными людьми». Журналист в некоторой степени даже расширяет понятие вайтвошинга: это явление он рассматривает не только как политику отбора актеров, но и как создание вымышленного мира, который зрители видят в кинокартине и в котором отсутствуют представители иных, кроме белой, этнических групп.
Исследователь ЛейЛани Нишим на примере фильмов «Из машины» и «Облачный атлас» указывает, что вайтвошинг можно обнаружить и в современном научно-фантастическом кино.
В советском кинематографе таким примером является фильм «Сказ про то, как царь Пётр арапа женил», в котором Владимир Высоцкий играл «арапа Петра Великого» Абрама Петровича Ганнибала, эфиопа по происхождению.

## Критика
Большинство как российских, так и зарубежных СМИ признают проблему вайтвошинга не только актуальной и острой, но и достойной обсуждения и разрешения. Тем не менее, не все журналисты относятся к ней однозначно: так, автор под никнеймом Not This Fucking Johnny, работающий кинообозревателем на портале Redrumers, называет борцов с вайтвошингом «клоунами», воспринимая их как «толпу», которая гонится за очередным модным веянием и трендом.
С неоднозначным отношением к проблеме вайтвошинга выступает и журналист Financial Review Питер Треджир. Вспоминая фильм «Вестсайдская история», Треджир уточняет, что, несмотря на исполнение белой актрисой героини латиноамериканского происхождения, аудитория всё равно переживает её судьбу и её невзгоды. Таким образом, по мнению автора материала, несовпадение актера и этнической принадлежности его персонажа не наносит урона зрительскому восприятию сюжета фильма и тому идейному посылу, который он в себе несёт, той проблематике, которая заложена в него создателями.
В противовес вайтвошингу нередко приводится блэквошинг. Такие обсуждения нередко можно встретить на различных форум-платформах.
С критикой вайтвошинга выступает и журналист Men’s Health Kazakhstan Карим Кадырбаев. Вайтвошинг он приравнивает к борьбе за толерантность и равноправие; в совокупности с ними он, упоминая церемонию вручения премии «Оскар» в 2017 году, приходит к мысли, что значимые картины, например, «Ла-Ла-Ленд», проигрывают более слабым, то есть «Лунному свету», лишь по той причине, что последние никого не оскорбляют и являются толерантными идеалами «фестиваля терпимости».